# Yasmin Afifi
Yasmin Afifi –en árabe, ياسمين عفيفي– es una deportista egipcia que compitió en judo. Ganó una medalla de bronce en los Juegos Panafricanos de 1999, en la categoría de –63 kg.

## Palmarés internacional
| Juegos Panafricanos | Juegos Panafricanos       | Juegos Panafricanos | Juegos Panafricanos |
| Año                 | Lugar                     | Medalla             | Categoría           |
| ------------------- | ------------------------- | ------------------- | ------------------- |
| 1999                | Johannesburgo (Sudáfrica) | Medalla de bronce   | –63 kg              |